# Look At Me (韓國綜藝)
《Look At Me》為韓國MBC every1電視台2018年推出的綜藝節目，由金栽經（Rainbow）、Lizzy（After School）、南寶拉、Sowon（GFRIEND）共同主持，節目主軸為向觀眾傳達最新美妝情報的Beauty curating show。